# Ореховка (приток Днепра)
Ореховка (укр. Горіхівка) — левый приток реки Днепра, протекающий по Черкасскому району (Черкасская область, Украина).

## География
Длина — 3,2 км. Площадь водосборного бассейна — 17 км². Скорость течения — 0,1.
Берёт начало непосредственно севернее магистрального газопровода «Уренгой — Помары — Ужгород» — южнее села Сушки. Река течёт на север, затем поворачивает на запад. Впадает в реку Днепр (на 726-км от её устья) юго-западнее села Сушки.
Русло средне-извилистое. В среднем течении впадает канал, шириной 10 м и глубиной 2,2, который берёт начало южнее посёлка Гладковщина. На реке нет прудов. Питание смешанное, преимущественно снего-дождевое. Ледостав длится с декабря до марта. Река протекает по лесу.
Притоки: нет крупных. 
Населённые пункты на реке (от истока до устья): нет. 